# Нематеријално културно наслеђе Кине
Нематеријално културно наслеђе Кине обухвата традиционалне занате и исхрану, обичаје, друштвене праксе и ритуале, веровања, начине усменог изражавања и извођења народних игара и песама, који су и данас сачувани, а које заједнице које их баштине, преносе с генерације на генерацију као обележје сопственог идентитета. Ови елементи дефинисани су Унесковом дефиницијом нематеријалног културног наслеђа.
На Унесковој листи Репрезентативног нематеријалног културног наслеђа света Кина је (до 2020. године) заступљена са 42 елемента. Елементи културног наслеђа Кине на ову листу се уписују од 2008. године.

## Елементи уврштени на Унескову репрезентативну листу

### 2008. година
Први предлози реализовани су 2008. године, када их је било четири:
- Кунчу опера (кин. 崑曲) један је од најстаријих облика кинеске опере који се и данас изводи. Развила се за време династије Минг (четрнаести до седамнаести век). Карактеришу је динамична структура и мелодија и класични комади. Комбинује песму и рецитал, као и сложене кореографске технике, акробатику и симболичке гестове.[3]
- Гућин и музика која се на њему изводи - Гућин (кин. 古琴), или кинеска цитра је традиционални музички инструмент. Постоји више од 3.000 година и представља најистакнутију кинеску традицију соло музичких инструмената.[4]
- Ујгурски мукам из Синкјанга представља општу одредницу за разна извођења мукама, традиционалне кинеске мелодијске форме, раширене међу ујгурским заједницама из Синкјанга, које чине једну од највећих етничких мањина Народне Републике Кине. Укључује песме, плесове, народну и класичну музику и одликује се разноликошћу садржаја, кореографије, музичких стилова и коришћених инструмената.[5]
- Уртин дуу (кин. 长调) или дуга песма један је од два главна облика традиционалних монголских песама (други је кратка песма или богино дуу). Као ритуални облик изражавања повезан је са важним свечаностима и игра посебну улогу у монголском друштву.[6]

### 2009. година
Године 2009. реализовано је чак 25 уписа:
- Велика песма народа Донг је традиционална музичка форма народа Донг (Дун), етничке групе која живи у кинеској провинцији Гуејџоу. Заснива се на вишеделном певању изведеном без инструменталне пратње или вође. Репертоар укључује низ жанрова као што су баладе, дечје песме, здравице и имитативне песме које захтевају виртуозност извођача у опонашању звукова животиња.[7]
- Оркестар дувача и перкусиониста из Си’ана је традиционални оркестар који обједињује бубњеве и дувачке инструменте, понекад са мушким рефреном. Ова традиција постоји више од једног миленијума музика у древној кинеској престоници Си'ан, у провинцији Шенси. Садржај стихова углавном је повезан са локалним животом и религијским обичајима, а изводи се углавном током верских свечаности какве су вашари у храму или сахране.[8]
- Свиларство и узгој свилене бубе, традиционална вештина која потиче из Кине и чији су центри у провинцијама Џеђанг и Ђангсу у близини Шангаја и град Ченгду у Сечуану.[9]
- Нањин или нангуан је музичка извођачка уметност везана за културу народа Минан који живи у јужној провинцији Фуђен, дуж кинеске југоисточне обале. Споре, једноставне и елегантне мелодије изводе се на препознатљивим инструментима као што су бамбусова флаута, лаута са кривим вратом и други.[10]
- Израда Јунђин броката из Нанкинга је традиционална вештина ткања броката, везана за провинцију Ђангсу и њен главни град Нанкинг. Израда тканине укључује фине материјале попут свиле, злата и предива од пауновог перја. Ова техника се некада користила за израду краљевске одеће, а данас се још увек користи за израду врхунске одеће и сувенира.[11]
- Традиционална израда Шуан папира је вештина карактеристична за провинцију Анхуеј на истоку Кине. Реч је о папиру ручно израђеном од жилаве коре једне врсте копривића или плаве сандаловине и пиринчане сламе. Познат је по својој чврстој, глаткој површини, способности упијања воде и мастила и могућности вишеструког преклапања без ломљења. Широко се користи у калиграфији, сликарству и за штампу књига.[12]
- Јеју опера је врста традиционалне кинеске опере. Укорењена је у провинцијама Гуангдунг и Гуангси у кантонском говорном подручју на југоистоку Кине. Карактерише  јекомбинација гудачких инструмената и удараљки, са сложеним костимима и осликавањем лица. Перформанс такође укључује акробатику, борбе правим оружјем, шаолин и тд.[13]
- Епска традиција Гесар везује се за тибетанске, монголске и ту етничке заједнице у западној и северној Кини. Реч је о епским песмама о древном хероју краљу Гесару. Певачи и приповедачи који чувају гесарску епску традицију наизменично изводе одломке прозе и стиха са бројним регионалним разликама.[14]

- Традиционална технологија печења селандон керамике у Лонгкуану одликује се керамичким производима са карактеристичном глазуром која се прави од глине и мешавине изгорелог фелдспата, кречњака, кварца и биљног пепела. Припрема се по рецептима које учитељи или породице често предају генерацијама.[15]

- Регонг уметност заједнички је назив за различите уметничке предмете које израђују будистички монаси и народни уметници тибетанске и етничке заједнице народа Ту, у манастирима и селима дуж слива реке Лонгву у провинцији Ћингхај на западу Кине.[16]
- Тибетанска опера је најпопуларнија традиционална опера мањинских етничких група у Кини. Свеобухватна је уметност која комбинује народну песму, плес, приповедање, напеве, акробације и верске представе. Најпопуларнија је међу становништвом Тибетанске висоравни.[17]
- Еп о Манасу је један од најпознатијих елемената народне традиције етничке заједнице Киргиза, који живе у региону Синкјанг на западу Кине. Еп слави живот и потомство слави легендарног киргиског јунака Манаса.[18]
- Монголска уметност певања Комеи или Туванско грлено певање је посебна варијанта аликвотног певања које се упражњава међу монголским заједницама у неколико земаља, посебно у Унутрашњој Монголији на северу Кине, западној Монголији и Републици Туви Русији.[19]
- Хуа’ер је музичка традиција коју дели девет различитих етничких група у провинцијама Гансу и Ћингхај и широм северне централне Кине. Музика је извучена из опсежног традиционалног репертоара названог по народностима, градовима или цвећу, а песме говоре о љубави, напорном раду и сеоском животу, односима мушкараца и жена или о радости певања. Ове песме представљају живописни усмени запис о савременом животу у Кини, јер у њима певачи коментаришу промене које уочавају око себе.[20]
- Сељачки плес корејске етничке групе у Кини или Пунгмул (кор. 풍물) је традиционални плес који припадници кореанске етничке заједнице који живе у Ђилину и другим провинцијама на североистоку Кине изводе као жртву Богу земље да би одали почаст природи и молили за срећу и обилну жетву.[21]
- Кинеска калиграфија је некада била више него једноставно средство за комуникацију, укључујући и елемент уметности. Данас калиграфија више није основно оруђе интелектуалаца и званичника, али се и даље цени међу професионалним калиграфима и аматерима, љубитељима ове вештине.[22]

- Уметност гравирања печата је камен темељац кинеске ликовне уметности. Печат се првобитно користио као потпис или знак власти, али су га касније почеле користити све друштвене класе у већем делу Азије. Ови печати и даље се користе у службеним документима и приватној преписци.[23]

- Уметност резања папира присутна у целој Кини иу различитим етничким групама. Ово је популарна уметност и саставни је део свакодневног живота. Претежно је упражњавају жене и преноси се са мајке на ћерку. Посебно је честа делатност у руралним областима.[24]

- Традиционална кинеска вештина израде дрвених елемената у архитектури део је древне кинеске архитектуре. Широм земље налазе се дрвене грађевин као препознатљиви симболи кинеске архитектонске културе. Дрвени делови као што су стубови, греде, облоге, преграде и носачи повезани су чељусним спојевима на флексибилан начин отпоран на земљотрес. Поред ове структурне столарије, архитектонски занат такође обухвата украсну обраду дрвета, покривање црепом, зидање камена, декоративно сликарство и друге уметности које су вербалним и практичним поукама преношене од мајстора до шегрта.[25]

- Фестивал змајевих чамаца организује неколико етничких група широм Кине, али и света. Посебно је популаран  у средњем и доњем току реке Јангце. Почиње петог дана петог лунарног месеца. Прославе се разликују од региона до региона, али обично имају неколико заједничких карактеристика. Меморијална церемонија приношења жртве локалном хероју комбинује се са спортским догађајима, гозбама са традиционалним јелима и народним забавама које укључују оперу, песму и плесове.[26]
- Мазу веровање и обичаји везани су за култ богиње Мазу, најутицајније богиња мора у Кини. Ова богиња је у средишту мноштва веровања и обичаја, укључујући усмене традиције, верске церемоније и народне праксе широм приобалних подручја земље. Мазу се слави два пута годишње на великим фестивалима и тада фармери и рибари обустављају свој рад да би жртвовали морске животиње и уживали у разним плесовима и другим представама. Мање церемоније богослужења одржавају се током целе године у осталих 5.000 храмова широм света посвећених овој богињи, као и у домовима.[27]
- Кинеска техника штампе гравираним дрвеним блоковима је традиционална кинеска техника дрвореза, односно високе штампе. Блокови су направљени од ситнозрног дрвета стабала крушке или жижуле. На танким плочама гравирају жељене слике, стварајући издигнуте облике са којих ће се касније на жељену површину нанети мастило на папир.[28]
- Традиционалне текстилне технике народа Ли, предење, бојење, ткање и вез користе жене из етничке групе Ли која живи у провинцији Хајнан. Оне од памука, конопље и других влакана праве одећу и остале свакодневне потрепштине.[29]

- Традиционални дизајн и техника изградње кинеских дрвених лучних мостова, карактеристичних за провинције Фуђен и Џеђанг, које се простиру дуж југоисточне обале Кине. Дизајн и техника градње ових мостова заснивају се на употреби дрвета као грађевинског материјала, традиционалних архитектонских алата, основних технологија „ткања греда“ и удубљених и зупчаних спојева и други традиционалних знања вештина.[30]
- Чан новогодишњи фестивал, традиционална свечаност народа Чанг који живи у кинеској провинцији Сечуан. Одржава се првог дана десетог лунарног месеца. Представља прилику да припадници ове етничке заједнице захвале боговима за просперитет, потврде свој складан однос са природом и промовишу социјалну и породичну хармонију.[31]

### 2010. година
- Мешреп је традиционална манифестација међу ујгурским становништвом концентрисаним углавном у кинеској Аутономном ујгурском региону Синкјанг. Представља најважнији културни носилац ујгурских традиција. Комплетна манифестација Мешреп укључује богату колекцију традиција и перформанса, као што су музика, плес, драма, народна уметност, акробатика, усмена књижевност, традсиционална кухиња и игре.[32]
- Технологија израде водоотпорних преградних џунки развијена је у јужној провинцији Фуђен у јужној Кини. Овом технологијом, помоћу водонепропусних преграда, омогућена је изградња дрвених прекоокеанских пловила. Ако се једна или две преграде случајно оштете током пловидбе, морска вода неће поплавити друге одељке и џунка ће остати на површини. Ови бродови граде се углавном од дрвета камфора, бора и јеле, употребом традиционалних столарских алата.[33]
- Кинеска штампа покретним дрвеним плочама једна је од најстаријих техника штампе на свету. Дрвене плоче се слажу у рам, премазују бојом, а затим се под пресом штампа отисак на подлози. Након употребе ове плоче се демонтирају и могу се поново пресложити и користити. Ова технологија развијена је око 1040. године,[34] четири века пре Гутенбергове штампарске машине. Данас се ова технологија користи највише за састављање и штампање родослова.[35]
- Пекиншка опера је извођачка уметност која укључује певање, рецитовање, глуму, борилачке вештине. Иако се широко практикује у целој Кини, извођачки центри су Пекинг, Тјенцин и Шангај. Сматра се изразом естетског идеала опере у традиционалном кинеском друштву и остаје широко признати елемент културног наслеђа земље.[36][37]
- Акупунктура и моксибустија у кинеској традиционалној медицини - ови облици традиционалне кинеске медицине широко се примењују у Кини, као и у неким регионима југоисточне Азије, Европи и Америци. Вештине акупунктуре и моксе[38] се преносе традиционално кроз генерације, а данас су и део формалног академског образовања.[39]

### 2011. година
- Кинеско позориште сенки је облик луткарске позоришне уметности у којој причу причају силуетне шарених фигура направљених од коже или папира, праћене музиком и певањем. Луткари фигурама управљају помоћу шипки, а фигуре стварају илузију покретних слика на прозирном платненом екрану, са позадинским осветљењем.[40] Појавило се око 200 год. после Христа, али и данас задивљује перфекционизмом и готово недостижним квалитетом, јер у себи сједињује различите уметности: сликарство, музику, гравуру, мимику – које заједно стварају нову и јединствену експресију.[41]
- Нанајско приповедање Јимакан од суштинске је важности за историјско сећање на етничку мањину Нанајце (или Хеђен, како себе називају) из североисточне Кине. Приповедано на нанајском језику, укључујући и стихове и прозу, приповедање се састоји се од многих независних епизода које приказују племенске савезе и битке, поразе чудовишта и освајача од стране нанајских хероја. Ово усмено наслеђе истиче одбрану етничког идентитета и територијалног интегритета, али такође чува традиционално знање о шаманским ритуалима, риболову и лову.[42]

### 2012. година
- Стратегија обуке будућих генерација Фуђен луткара односи се на заштититу и очување традиције Фуђен луткарства. Фуђен луткарство је кинеска позоришна уметност која се заснива углавном на лутке на жицама и рукама. Луткарство у провинцији Фуђен на југоистоку Кине развило је низ карактеристичних техника извођења и израде лутака, као и репертоар представа и музике. Од 1980-их, међутим, број младих људи који уче луткарство смањио се услед социоекономских промена које су трансформисале њихов начин живота, с једне стране, и дугог периода обуке потребног за савладавање софистицираних извођачких техника, с друге.[43]

### 2013. година
- Жусуан, знање и вештина математичког израчунавања помоћу кинеског абакуса је уважена традиционална метода математичког прорачуна са абакусом. Овим абакусом могу се математичке операције какве су сабирање, одузимање, множење, дељење, експоненцијално множење, корен и сложеније једначине. Рачунање се врши померањем куглица дуж шипки абакуса према дефинисаним формулама. Кинески Зхусуан је одиграо виталну улогу у давању замаха математици као науци, промовисању алгоритама и неговању интелигенције. Усмене формуле имају риме које се лако уче. Ове формуле представљају посебна правила израчунавања и резимирају аритметичке операције. Зусуан се широко користи у свакодневном животу у Кини и важан је симбол традиционалне кинеске културе. Такође има и далекосежни утицај у разним пољима културног стваралаштва, укључујући народне обичаје, језик, књижевност, скулптуру и архитектуру.[44] Историчари наводе да су прототипи ове рачунаљке коришћени у Кини пре 5000 година.[45]

### 2016. godina
- Двадесет четири соларна термина, знања о времену и вештине развијене посматрањем годишњег кретања сунца заснива се на кинеском календару у ком су древни Кинези поделили сунчево годишње кружно кретање на 24 сегмента, а сваки сегмент назван је одређеним „соларним појмом“. Критеријуми за његову формулацију развијени су посматрањем промена годишњих доба, астрономије и других природних феномена. Неки ритуали и светковине у Кини уско су повезани са соларним условима. Ово знање преноси се путем формалних и неформалних средстава образовања.[46]

### 2018. година
- Лум лековито купање у Сова Ригпа медицини, знања и вештине у вези са животом, здрављем, превенцијом и лечењем болести код тибетанских народа у Кини. Лековито купање у традиционалној тибетанској медицини (Сова Ригпа) је пракса коју су тибетанци развили као део животног стила. На тибетанском језику „Лум“ означава купање у природним топлим изворима, води или пари обогаћеној лековитим биљем, како би се успоставила равнотежа тела и ума, осигурало здравље и лечила болест. Ова вештина се преноси генерацијама кроз свакодневни живот, верске ритуале, фолклорне активности и народну медицину, а такође је уведен и у наставне планове и програме савремених медицинских факултета као додатак формалном образовању.[47]

### 2020. година
- Церемонија Онг Чун (Вангчуан, Вангканг), ритуали и обичаји посвећени чувању одрживе везе између човека и океана укорењене су у народним обичајима обожавања божанства Онг Ја, за које се верује да штити људе и њихову земљу од катастрофа. Обичај је настао у периоду од 15. до 17. века у кинеској регији Минан, у провинцији Фуђен. Евоцира историјско сећање на претке нестале на океану, преобликује друштвене везе када се zajednica суочi са ванредним ситуацијама као што су бродоломи и поштује хармонију између човека и океана. Такође јача међукултурни дијалог међу заједницама.[48]
- Тај чи чуан је традиционална вежба коју карактеришу опуштени кружни покрети u комбинацији са контролисањем дисања. Тај чи је настао средином 17. века у округу Венсјан, у провинцији Хенан у централној Кини. Данас га практикују све генерације и припадници различитих етничких група широм земље. Такође је укључен и у систем формалног образовања.[49]